# 전미인공지능학회
전미인공지능학회(영어: American Association for Artificial Intelligence)는 미국 내 인공지능을 연구하는 학회다. 트리플A라 부르기도 한다. 이 학회는 잡지 《AI Magazine》을 발행하며, 전국대회를 개최하는 일을 진행한다.

## 역사
1979년에 "American Association for Artificial Intelligence"라는 이름으로 창립되었으며, 2007년에 "Association for the Advancement of Artificial Intelligence"로 이름을 바꾸었다.